# Polynesisk gökduva
Polynesisk gökduva (Macropygia arevarevauupa) är en förhistorisk utdöd fågel i familjen duvor inom ordningen duvfåglar. Fågeln är känd från subfossila benlämningar funna på ön Huahine i Sällskapsöarna. Den tros ha haft en mycket större utbredning. Fynden tros vara mellan 750 och 1250 år gamla. Den polynesiska gökduvan är större än någon annan art i släktet och hade långa ben, vilket tolkas som att den var marklevande. Endast tarsen har hittats, varför det är oklart hur pass väl den kunde flyga. Liksom marquesasgökduvan tros fågeln ha dött ut strax efter människan kom till öarna.